# تكتيك (غواتيملا)
تكتيك (غواتيمالا) ( تلفظ بالإسبانية: ‎/takˈtik/‏ ) هي بلدية في مقاطعة ألتا فيراباز في غواتيمالا. تقع على ارتفاع 1465 متر فوق مستوى سطح البحر . ويبلغ عدد سكانها 27555 ، وتبلغ مساحتها 85   كيلومتر مربع. اللغات المستخدمة في التكتيك هي في الغالب الإسبانية .

## التاريخ

### ما قبل العصر الإسباني
قبل كولومبوس ، لم يكن هناك سوى مراكز للاحتفالات في المنطقة ؛ كانت هذه المراكز موجودة في شيشان وجواكسباك وجانتي وشيجي وكويكل وباتال وبانسالتشي وتشياكال. وكان هناك أيضا تل للاحتفلات حيث كان الكاهن وقادة آخرين يتجمعوا للاحتفال كل ليلة للقمر الجديد كان تشيان المركز الاحتفالي الثاني من حيث الأهمية.

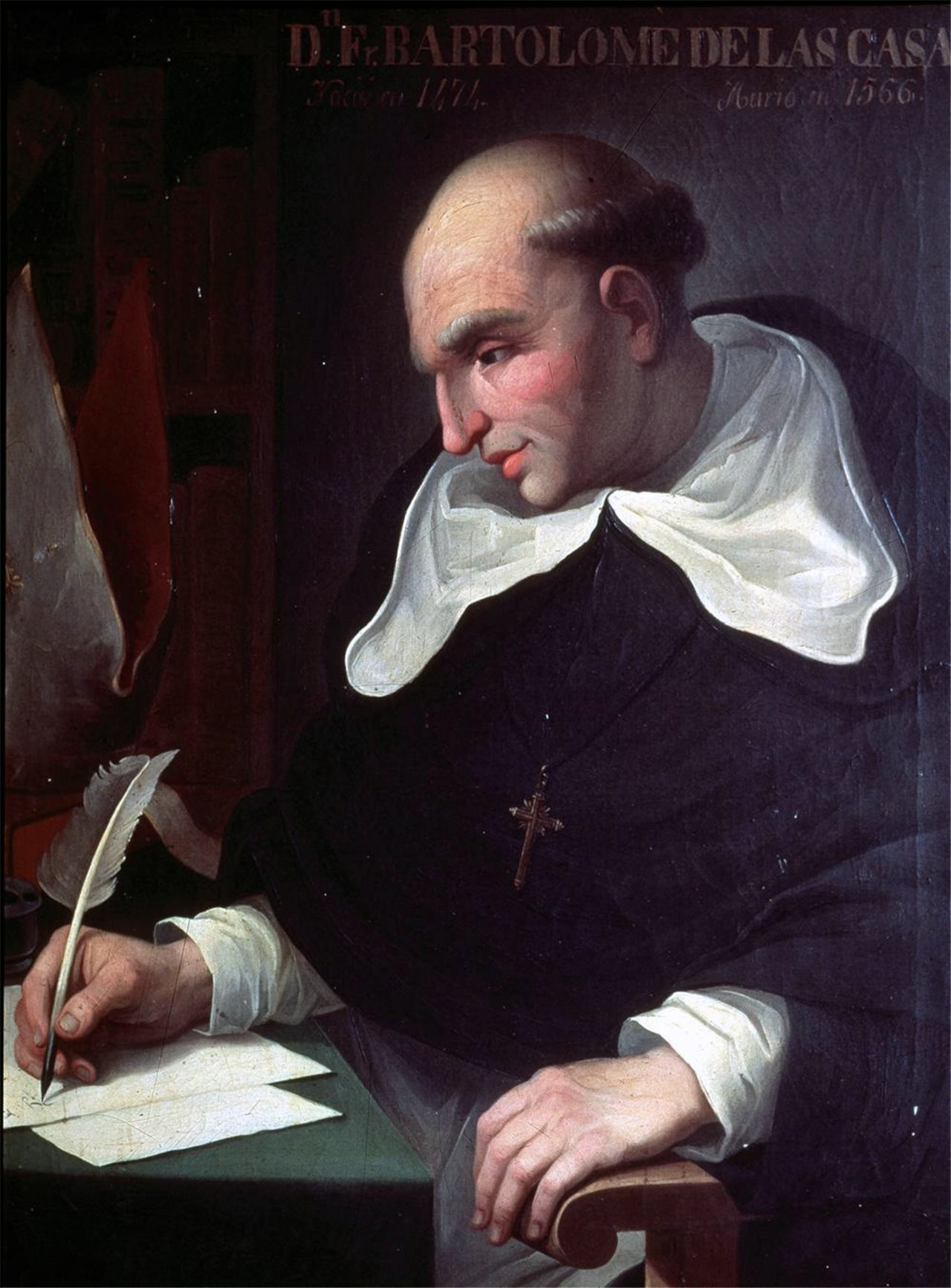
بدأ فيرا باز الدعوة للمسيحية في عام 1542.

### الاستقلال
في 10 ديسمبر ، عام 1877 ، نقل أمر تنفيذي من الرئيس جوستو روفينو باريوس تكتيك من إدارة باجا فيراباز إلى ألتا فيراباز . وكان أول رئيس بلدية لها ميغيل بيليز في عام 1900.
عالم الآثار البريطاني الفريد بيرسيفال مودسلاي جاء إلى غواتيمالا ، وسافر فيراباس ؛ وصف تكتيك على النحو التالي: «نحو المساء ، وصلنا إلى قرية تكتيك الصغيرة القبيحة التي تجتاحها الرياح ، وهي مكان الراحة المعتاد للمسافرين بين كوبان وميناء بانزوس .  يجب على المسافرين في كثير من الأحيان أن يكونوا سيئين للغاية ، لأن نزلًا صغيرًا واحدًا يحتوي على غرفة نوم مفردة ، كان كل ما يبدو أن القرية كانت تحمله ؛ ولكن بالنسبة إلى السيد توم الذي تم التفكير فيه في التلغراف لتأمين هذه الغرفة بالنسبة لنا ، فقد اضطررنا إلى مشاركة الشرفة الأرضية الليلة مع المسافرين الأصليين والكلاب ، وربما انتقلنا إلى الفراش بلا عناء في تكتيك. 
في وقت قريب من زيارة مودساي إلى فيراباز ، كانت عبارة عن مستعمرة ألمانية قد استقرت في المنطقة بفضل التنازلات السخية التي قدمها الرؤساء الليبراليون مانويل ليساندرو باريلاس بيرسيان وخوسيه ماريا رينا باريوس ومانويل إسترادا كابريرا .  كان لدى الألمان مجتمع موحد وقوي للغاية وكان له العديد من الأنشطة في النادي الألماني (دويتشه فيرين) ، في كوبان ، والتي أسسوها في عام 1888. نشاطهم التجاري الرئيسي كان مزارع البن. بقي النفوذ الألماني في فيراباز حتى بعد طرد المستوطنين الألمان ومصادرة ممتلكاتهم من قبل الحكومة بعد هزيمة ألمانيا في الحرب العالمية الأولى والحرب العالمية الثانية .

## مناخ
تكتيك لديها مناخ معتدل ( كوبن : Cfb ).